# Fuchsia sanctae-rosae
Die  Fuchsia sanctae-rosae  ist eine Pflanzenart aus der Familie der Nachtkerzengewächse (Onagraceae).

## Beschreibung
Fuchsia sanctae-rosae ist ein starkwüchsiger, kletternder Strauch oder eine Liane und wird einige Meter lang. 
Die quirlig angeordneten Laubblätter sind glänzend grün und kurz gestielt. Sie sind eiförmig bis elliptisch oder verkehrt-eiförmig, mehr oder weniger, vor allem auf den Adern, behaart, spitz bis stumpf, manchmal stachelspitzig und fast ganzrandig bis fein drüsig-gezähnt. Es sind Nebenblätter vorhanden.
Fuchsia sanctae-rosae zeichnet sich durch hängende Blüten aus, die einzeln oder zu wenigen in den Blattachseln stehen. Die gestielten, vierzähligen Blüten mit doppelter Blütenhülle sind zwittrig. Die Blütenstiele sind behaart. Ihr recht langer, zylindrischer bis schmal trichterförmiger „Tubus“ ist orange-rot und außen und innen behaart. Die spreizenden, außen behaarten Kelch- und die kahlen, elliptischen Kronblätter sind etwa gleich lang und rötlich. Die 8 Staubblätter sind ungleich lang, 4 sind kürzer und 4 länger. Der Fruchtknoten ist unterständig mit einem langen, keulenförmigen Griffel und kopfiger, leicht gelappter Narbe.
Es werden kleine und ellipsoide Beeren gebildet.
Die Chromosomenzahl beträgt 2n = 22.

## Herkunft
Fuchsia sanctae-rosae stammt aus Bolivien und Peru. Sie kommt bis 3.000 Meter Höhe vor.